# Gymnothorax baranesi
Gymnothorax baranesi är en fiskart som beskrevs av Smith, Brokovich och Einbinder 2008. Gymnothorax baranesi ingår i släktet Gymnothorax och familjen Muraenidae. Inga underarter finns listade i Catalogue of Life.